# Muriel Olesen
Pour les articles homonymes, voir Olesen.
Vous pouvez aider à l'améliorer ou bien discuter des problèmes sur sa page de discussion.
- Il ne s’appuie pas, ou pas assez, sur des sources secondaires ou tertiaires. (Marqué depuis avril 2016)
- Il contient une ou plusieurs listes. Le texte gagnerait à être rédigé sous la forme d’un ou plusieurs paragraphes synthétiques, afin d’être plus agréable à lire. (Marqué depuis avril 2016)
- Sa forme n’est pas encyclopédique et ressemble trop à un curriculum vitæ. Modifiez le texte pour aider à le transformer en article neutre. (Marqué depuis avril 2016)

- Archive Wikiwix
- Bing
- Cairn
- DuckDuckGo
- E. Universalis
- Gallica
- Google
- G. Books
- G. News
- G. Scholar
- Persée
- Qwant
- (zh) Baidu
- (ru) Yandex
- (wd) trouver des œuvres sur Wikidata

Muriel Olesen, née le 6 juin 1948 à Chêne-Bougeries (canton de Genève) et morte le 10 juillet 2020 à Collonge-Bellerive (canton de Genève), est une artiste vidéo et multimédia, photographe, peintre et sculptrice suisse.

## Biographie
Muriel Olesen étudie le graphisme à Genève de 1966 à 1970, puis enseigne le dessin et l’histoire de l'art à l’école Toepffer à Genève jusqu'en 1975.
Avec son mari Gérald Minkoff, dont elle a été élève, ils proposent dans un journal à deux voix "Météorites de l'amour" de photographies de lits dans lesquels le couple passe la nuit et sur lesquels se forment des sculptures.
Ses œuvres ont été exposées dans différents musées :
- 1976- Musée Cantonal des Beaux Arts- Lausanne[3]
- 1990-Musée d’archéologie à Tarragone
- 1995-Musée de zoologie à Barcelone
- 1996-Musée de Moudon[4]
- 1996-Fondation Cartier pour l’art - Paris- Exposition collective avec 150 artistes[5]

## Distinctions
- Bourse fédérale des beaux-arts en 1974, 1975, 1982
- Bourses Kiefer Hablitzel en 1977 et 1978
- Prix de la Ville de Genève avec Gérald Minkoff. 2011[6]